# Храстища
Храстища (на сръбски: Храстишта) е село в Босна и Херцеговина, разположено в община Соколац, в ентитета на Република Сръбска. Населението му според преброяването през 2013 г. е 4 души, всичките бошняци.

## Население
Численост на населението според преброяванията през годините:
- 1961 – 86 души
- 1971 – 85 души
- 1981 – 67 души
- 1991 – 49 души
- 2013 – 4 души